# Onex
Onex este un oraș în cantonul Geneva din Elveția.